# Бондаренко, Евгений Георгиевич
Евгений Георгиевич Бондаренко (род. 8 октября 1966 года) — российский тренер по лёгкой атлетике, бывший прыгун с шестом, мастер спорта России международного класса, заслуженный тренер России, заслуженный работник физической культуры Российской Федерации (2010).

## Биография
Член сборной команды СССР в 1984—1991 гг. Член сборной команды России в 1991—1994 гг. Победитель и призёр всесоюзных и международных соревнований. Бронзовый призёр мемориала братьев Знаменских 1987 г. Серебряный призёр кубка СССР 1988 года. Серебряный призёр Спартакиады народов СССР 1986 года. Победитель Всесоюзной универсиады 1988 года. Евгений выступал в прыжках с шестом за спортивный клуб «Луч», тренировался у заслуженного тренера СССР Скулябина Алексея Борисовича в группе с Максимом Тарасовым — олимпийским чемпионом, чемпионом мира и Европы, а также Владимира Андреевича Сафронова. Личный рекорд — 5,70 м (1988, Киев). По образованию — тренер-преподаватель. После окончания спортивной карьеры стал работать тренером по прыжкам с шестом. Также работал тренером по физподготовке теннисисток Елены Лиховцевой, Динары Сафиной, Марии Кириленко.
С 1994 по 1996 годы у него индивидуально тренировался футболист Андрей Канчельскис, который тогда играл в «Манчестер Юнайтед». Затем с конца 1990-х годов работал в футбольном клубе «Локомотив» тренером по физподготовке.
В 1994 году стал работать тренером по прыжкам с шестом и через четыре года его ученица Елена Белякова принесла первую за всю историю российских прыжков с шестом(жен) официальную медаль для нашей страны выиграв игры доброй воли 1998 года, в 1998 году стал тренировать прыгунью с шестом Светлану Феофанову, которая впервые в истории России установила первый рекорд Европы и мира в 2001 году в 2002 году Светлана установила пять мировых рекордов за 29 дней выиграла два чемпионата Европы и Кубок Европы а в 2003 году выиграла два чемпионата мира (на стадионе и в помещении) и установила множество рекордов.Европы и Мира(последний рекорд мира в 2004 году 4.88 -Афины) так же Светлана имеет две Олимпийские медали 2004 И 2008 год. В 2010 году был главным тренером Европы по прыжкам  на кубке Мира где сборная команда Европы победила. Был лучшим (женским)тренером Европы и Мира по прыжкам с шестом  2001 2002 2003 годов
С 2002 по 2003 год — старший тренер-преподаватель школы высшего спортивного мастерства по легкой атлетике города Москвы.
В 2012 году участвовал в телепрограмме «Исповедь тренера» на канале НТВ.
С 2014 по 2015 гг. работал тренером по физической подготовке в футбольном клубе «Рубин».
В 2018 году работал тренером по физической подготовке в футбольном клубе «СКА-Хабаровск».
Далее тренер работал в клубе Олимп- Долгопрудный который стал чемпионом России среди команд второй лиги С 2022 работает тренером в футбольном клубе «Химки».

## Известные воспитанники
- Елена Белякова
- Юлия Голубчикова
- Светлана Феофанова
- Денис Петушинский[11]
- Пётр Бочкарёв
- Павел Герасимов
- Василий Горшков[11]
- Евгений Михайличенко[12]

## Награды
- Медаль ордена «За заслуги перед Отечеством» II степени (2003)[13].
- Почетное звание «Заслуженный работник физической культуры Российской Федерации» (2010)[14][15].
- «European Athletics Coaching Awards» (2012)[16].